# Доротея Катарина фон Пфалц-Биркенфелд-Бишвайлер
Доротея Катарина фон Пфалц-Биркенфелд-Бишвайлер (на немски: Dorothea Katharina von Birkenfeld-Bischwiller; * 3 юли 1634, Бишвайлер, Елзас; † 7 декември 1715, Нойнкирхен при Отвайлер, Саарланд) е пфалцграфиня от страничната линия на Вителсбахите в Биркенфелд-Бишвайлер и чрез женитба първата графиня на Насау-Отвайлер (1659 – 1690).

## Живот
Тя е най-възрастната дъщеря на пфалцграф Христиан I фон Пфалц-Биркенфелд-Бишвайлер (1598 – 1654) и първата му съпруга Магдалена Катарина фон Пфалц-Цвайбрюкен (1607 – 1648), дъщеря на пфалцграф и херцог Йохан II от Пфалц-Цвайбрюкен († 1635).
Доротея Катарина се омъжва на 6 октомври 1649 г. в Бишвайлер за Йохан Лудвиг фон Насау-Отвайлер (1625 – 1690), основателят на линията „Насау-Отвайлер“, вторият син на граф Вилхелм Лудвиг фон Насау-Саарбрюкен (1590 – 1640) и съпругата му маркграфиня Анна Амалия фон Баден-Дурлах (1595 – 1651).
След смъртта на нейния съпруг Доротея Катарина живее във вдовишката си резиденция дворец Нойнкирхен при Отвайлер. Тя помага финансово за построяването на една болница в Отвайлер. Умира на 7 декември 1715 г. на 81 години.

## Деца
Доротея Катарина и Йохан Лудвиг фон Насау-Отвайлер имат децата:
- Христиан Лудвиг (*/† 1650)
- Фридрих Лудвиг (1651 – 1728)

∞ 28 юли 1680 графиня Христиана фон Алефелд (1659 – 1695)
∞ 27 септември 1697 графиня Луиза София фон Ханау (1662 – 1751)
- Анна Катарина (1653 – 1731), ∞ 11 ноември 1671 Йохан Филип фон Салм-Даун, вилд и рейнграф цу Даун, граф цу Салм (1645 – 1693)
- Валрад (1656 – 1705)
- Карл Зигфрид (1659 – 1679)
- Лудвиг (1661 – 1699), ∞ 9 април 1694 графиня Амалия Луиза фон Хорнес (1665 – 1728)
- Луиза (1662 – 1741), неомъжена
- Мориц (1664 – 1666)